# Iosif Daskalakis
Iosif Daskalakis (en griego: Ιωσήφ 'Σήφης' Δασκαλάκης) (Heraclión, periferia de Creta, unidad periférica de Heraclión, 7 de agosto de 1982) es un futbolista griego. Juega de portero y su equipo actual es el Olympiacos Fútbol Club de la Alpha Ethniki de Grecia.

## Trayectoria
Daskalakis empezó su carrera como futbolista en el OFI Creta, de su ciudad natal, Heraclión, en el que jugó 9 partidos oficiales en 2 temporadas. En 2006 fichó por el Ergotelis FC de la Alpha Ethniki, en el que disputó 105 partidos entre 2006 y 2011. En verano de 2011 fichó por el gigante griego Olympiacos Fútbol Club.

## Clubes
| Club                   | País   | Año       |
| ---------------------- | ------ | --------- |
| OFI Creta              | Grecia | 2003-2006 |
| Ergotelis FC           | Grecia | 2006-2011 |
| Olympiacos Fútbol Club | Grecia | 2011-     |

## Palmarés

### Campeonatos nacionales
| Título              | Club          | País   | Año  |
| ------------------- | ------------- | ------ | ---- |
| Superliga de Grecia | Olympiacos FC | Grecia | 2012 |
| Copa de Grecia      | Olympiacos FC | Grecia | 2012 |